# Двуходки
Двуходки, или амфисбены (лат. Amphisbaenia — от др.-греч. αμφίς — «c обеих сторон» и βάινο — «иду») — подотряд чешуйчатых пресмыкающихся, входящих вместе с настоящими ящерицами и Teiioidea в кладу Laterata. Группа насчитывает 184 вида (по состоянию на январь 2014 года), объединяемых в 23 рода, входящих в 6 выделяемых на сегодняшний день семейств.
Размеры колеблются от 72 сантиметров у Amphisbaena alba Linnaeus, 1758 до 9—12 сантиметров у Chirindia rondoense (Loveridge, 1941). Двуходки встречаются в Южной Америке, Мексике, Африке и Западной Азии. По одному виду проникло также в Южную Европу и на юго-восток США.
Самый многочисленный род, собственно Амфисбены (Amphisbaena), включает свыше 100 видов.

## Внешний вид и строение
Тело червеобразное, цилиндрически вытянутое, покрыто цельной роговой плёнкой[прояснить], опоясано узкими поперечными кольцами, которые пересекаются более или менее явственными продольными бороздками. Каждое кольцо разбивается на правильные прямоугольники или квадраты, по внешнему виду несколько напоминающие чешую. Двуходок отличает сильное окостенение изменчивого по форме черепа, лишённого черепных дуг и характерных для ящериц столбчатых костей[прояснить].
Немногочисленные плевродонтные или, реже, акродонтные зубы располагаются лишь в передней части челюстей и варьируются по форме и величине. Эмбриональный яйцевой зуб не исчезает с возрастом, а, увеличиваясь в размерах, сохраняется на всю жизнь.

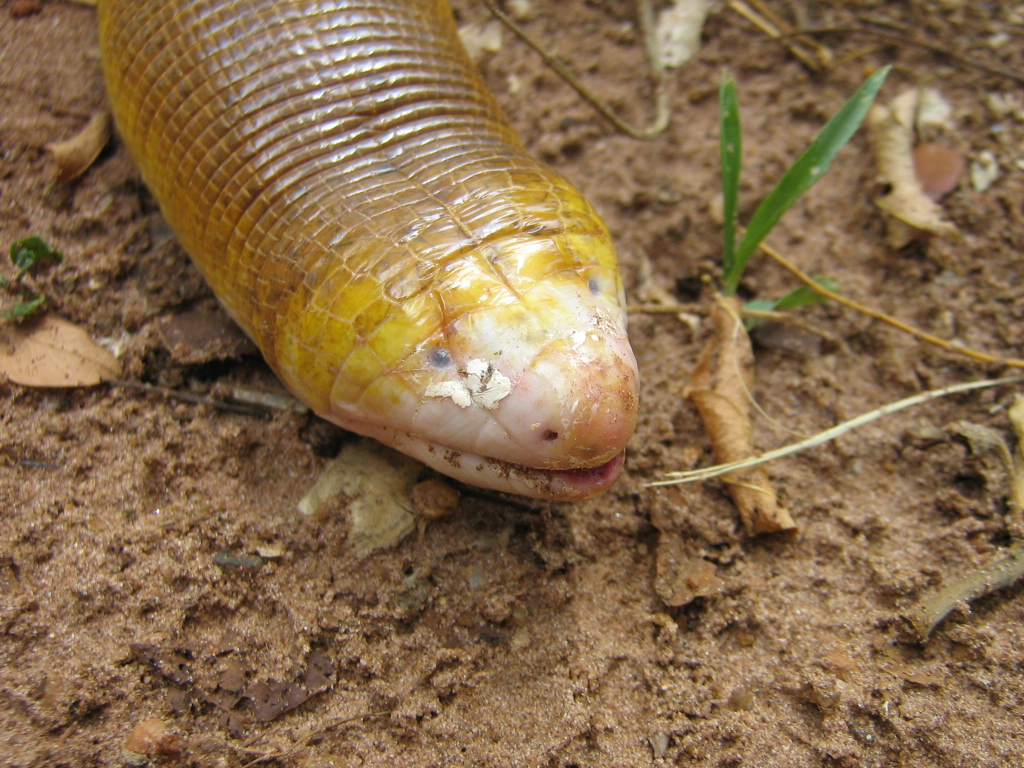
Голова амфисбены Amphisbaena alba

В отличие от большинства змей и безногих ящериц, обладающих единственным правым лёгким, у двуходок развито одно левое.
Крупные роговые щитки покрывают только уплощённую голову двуходок, выполняющую также роль органа для рытья. В соответствии с этим её назначением у одних видов голова килевидно вытянута или тупо закругляется на конце, у других лопатовидно уплощена в вертикальной или горизонтальной плоскости, или же заострена наподобие утюга. В последнем случае передний конец морды находится на уровне брюха или в той или иной мере вздёрнут кверху. 
Большинство видов лишено наружных конечностей, только у нескольких представителей североамериканского рода Bipes сохраняются короткие передние ноги с редуцированными в той или иной мере пальцами. Задняя половина тела большинства двуходок плавно переходит в короткий, более или менее тупо закругляющийся хвост, внешне очень напоминающий головной конец. Это сходство подчёркивается ещё и тем, что в случае опасности многие двуходки резко вздёргивают хвост кверху, отвлекая внимание хищника от неподвижной, легко уязвимой головы. Благодаря этому коренные жители некоторых стран называют двуходок двухголовыми змеями. Некоторых роющих змей и червяг по той же причине называют двухголовыми змеями. У некоторых видов хвост способен закручиваться и обладает значительной цепкостью.

## Движение

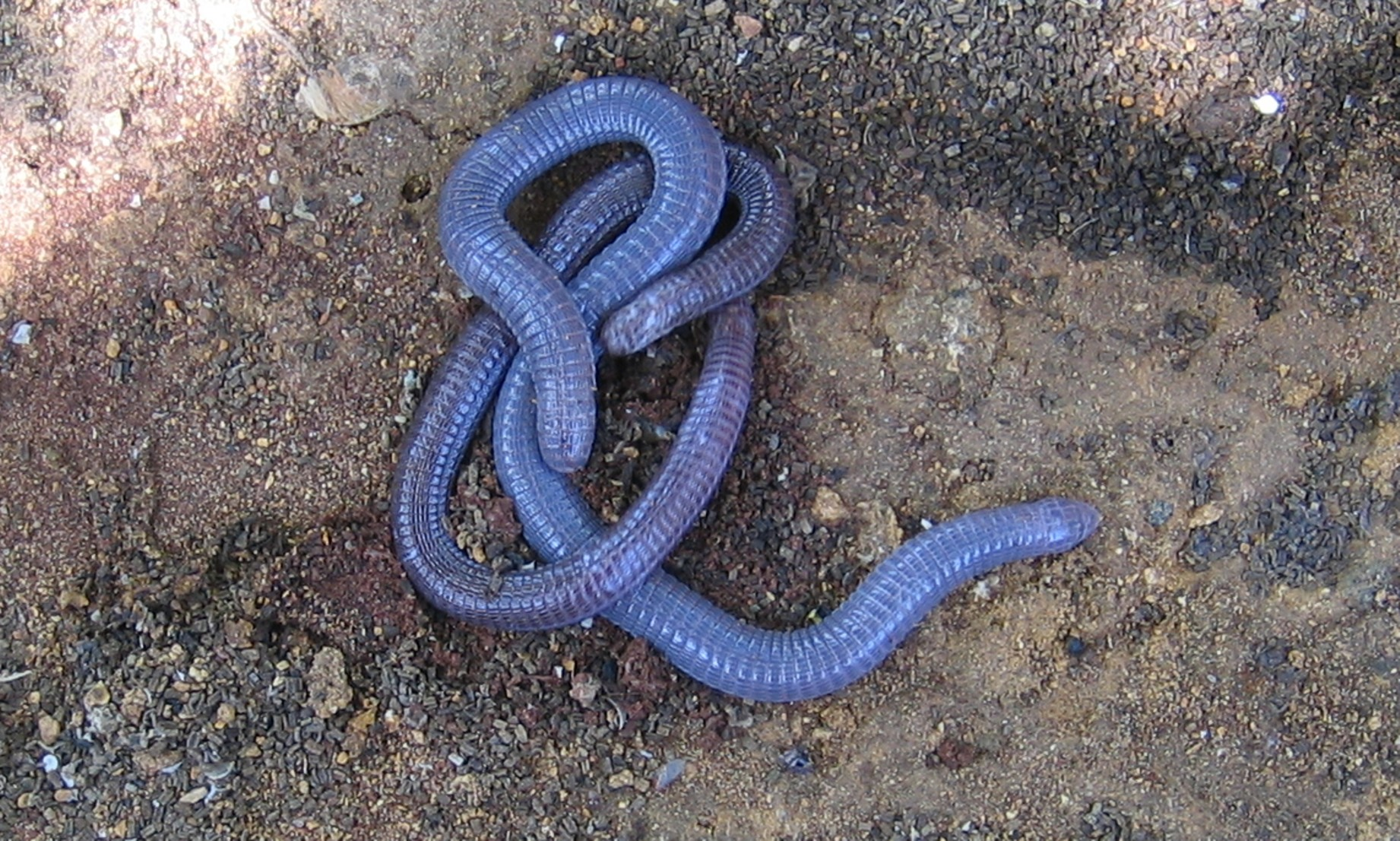
Пара двуходок (Blanus cinereus) в саду под Севильей (Испания)

Многочисленные поперечные кольца, опоясывающие на всём протяжении тело двуходок, придают им удивительное сходство с крупным земляным червём, ещё более усиливающееся, когда животное двигается. При этом вдоль всего тела двуходки спереди назад пробегают отчетливые волны, образованные быстрыми движениями последовательно сближающихся и расходящихся туловищных колец. Создаётся впечатление, что тело животного то удлиняется, то сокращается в длину наподобие того, как это происходит у ползущего червя. Однако в действительности поступательное движение двуходки происходит от того, что бегущие волны, наталкиваясь на малейшие неровности субстрата, в общей сложности создают силы, толкающие животное в обратном направлении.
Возможность подобного типа движения, неизвестного у других позвоночных животных, объясняется тем, что, в отличие от ящериц и змей, кожа двуходок свободно прилегает к телу, образуя подвижный кожный мешок, способный собираться в складки по линиям опоясывающих туловище колец. Подобным необычным образом животное способно одинаково легко двигаться как вперёд, так и назад, чем объясняется и само название «амфисбена», происходящее от двух греческих слов, буквально переводимых как «двигающаяся в оба конца». Понятно также широко распространенное в литературе другое название этих пресмыкающихся — «двуходки».
Указанная особенность играет важную роль при движении двуходок в прокладываемых ими узких подземных ходах, где они лишены возможности развернуться. На поверхности почвы амфисбены могут передвигаться также обычным змеевидным способом, изгибая в стороны тело, а некоторые из них способны волнообразно изгибать туловище и в вертикальной плоскости, наподобие сказочных драконов[прояснить].

## Образ жизни
Как у многих других роющих пресмыкающихся, глаза двуходок скрыты под кожей, сквозь которую просвечивают в виде небольших темных пятен. Животное способно поэтому только отличать свет от тьмы и, возможно, различать лишь общие очертания предметов. Зато у них высокоразвиты органы обоняния, осязания и вкуса, а также особое химическое чувство[прояснить], помогающее им зачастую обнаруживать добычу — различных почвенных беспозвоночных — даже за небольшим слоем почвы.
Высокая специализация к подземному образу жизни привела к тому, что двуходки крайне редко появляются на поверхности, проводя большую часть жизни под землей или в гнёздах муравьёв и термитов, которыми они главным образом и питаются. Примечательно, что даже свирепые бродячие муравьи, которые пожирают всё на своём пути, терпимо относятся к живущим у них двуходкам. Южноамериканские индейцы считают амфисбен муравьиными царицами, управляющими делами муравейника.

## Размножение
Большинство видов откладывают круглые яйца, покрытые тонкой, иногда полупрозрачной оболочкой. В кладке 2—6 штук. Кладки делают в муравейниках или в норах, известны случаи нахождения в одной норе яиц вместе с отложившей их самкой. Это позволяет предполагать наличие заботы о потомстве. Установлено несколько яйцеживородящих видов — Loveridgea ionidesii и Monopeltis capensis.